# Guido Paci
Guido Paci (Curetta di Servigliano, 17 dicembre 1949 – Imola, 10 aprile 1983) è stato un pilota motociclistico e bobbista italiano.

## Carriera
Appassionato di moto e dello sport sin da giovane, si arruolò nell'Aeronautica Militare entrando nella Scuola Sottufficiali Piloti e raggiungendo il grado di maresciallo. Fu assegnato come pilota al 53º Stormo Caccia Intercettori allora con sede a Cameri.
Si dedicò allo sport dagli anni settanta, ottenendo due titoli italiani di bob (1974 e 1976) e una medaglia di bronzo nell'Europeo 1976.
Nella primavera 1976 Paci iniziò a correre in moto, dapprima con una Honda 500 nella categoria Derivate di Serie, per poi passare alla categoria Juniores nella quale vinse il titolo italiano della 500 nel 1979. L'anno successivo divenne Seniores e fece anche il suo debutto nel Motomondiale al GP delle Nazioni, terminando la gara della 500 al 13º posto.
Il 1981 fu l'anno in cui ottenne i suoi migliori risultati iridati: nonostante una Yamaha poco competitiva la "Pantera Rosa", come Paci era soprannominato a causa del colore della sua moto, riuscì a classificarsi 11º e primo tra i piloti privati, tanto da far affermare a Kenny Roberts "speriamo che nessuno affidi mai a Guido una moto ufficiale, altrimenti saranno dolori per tutti...".
La stagione 1982 vide Paci ancora in sella alla Yamaha TZ 500, con la quale "Kojak" (altro suo soprannome, dovuto al fatto che era calvo, come Telly Savalas) riuscì a cogliere qualche piazzamento a punti.
Nel 1983 fu ingaggiato dal team Honda Italia, che schierava per il marchigiano e per Maurizio Massimiani la nuova Honda RS 500 R, derivate dalla NS 500 campione del Mondo con Freddie Spencer. Con la nuova moto Paci fu 8º al GP di Francia, gara nella quale fu testimone dell'incidente che fu fatale allo svizzero Michel Frutschi, anch'egli su una Honda privata.
Una settimana dopo il GP di Francia Paci corse la 200 miglia di Imola. Mentre si trovava al quinto posto, cadde nella piega prima della Tosa ribattezzata, allora in modo non ancora ufficiale, curva Villeneuve, urtando dopo una scivolata di un centinaio di metri e ad alta velocità le balle di paglia che coprivano il muretto di cemento: i soccorsi furono tempestivi e il pilota fu trasportato presso la Clinica mobile, ma, viste le grave lesioni riportate alla testa ed al torace, si rivelarono inutili.
Paci è sepolto nel cimitero della natia Servigliano, che dal 1991 lo ricorda organizzando il Memorial Guido Paci.

## Risultati nel motomondiale

### Classe 500
| 1980 | Classe | Moto   |    |  |    |    |  |  |  |  |    |  |  |  |  |  | Punti | Pos. |
| ---- | ------ | ------ | -- |  | -- | -- |  |  |  |  | -- |  |  |  |  |  | ----- | ---- |
| 1980 | 500    | Suzuki | 13 |  | NP | NE |  |  |  |  | NE |  |  |  |  |  | 0     |      |

| 1981 | Classe | Moto   |    |  |  |   |  |    |   |   |    |   |    |     |     |    | Punti | Pos. |
| ---- | ------ | ------ | -- |  |  | - |  | -- | - | - | -- | - | -- | --- | --- | -- | ----- | ---- |
| 1981 | 500    | Yamaha | NE |  |  | 6 |  | NE | 9 | 9 | 12 | 6 | 13 | Rit | Rit | NE | 14    | 11º  |

| 1982 | Classe | Moto   |  |    |   |    |     |    |  |    |    |    |    |    |    |    | Punti | Pos. |
| ---- | ------ | ------ |  | -- | - | -- | --- | -- |  | -- | -- | -- | -- | -- | -- | -- | ----- | ---- |
| 1982 | 500    | Yamaha |  | 11 | 6 | 10 | Rit | NP |  | 18 | 26 | NP | NE | NE | 10 | 12 | 7     | 20º  |

| 1983 | Classe | Moto  |     |   |  |  |  |  |  |  |  |  |  |  |  |  | Punti | Pos. |
| ---- | ------ | ----- | --- | - |  |  |  |  |  |  |  |  |  |  |  |  | ----- | ---- |
| 1983 | 500    | Honda | Rit | 8 |  |  |  |  |  |  |  |  |  |  |  |  | 3     | 16º  |

| Legenda | 1º posto        | 2º posto            | 3º posto            | A punti      | Senza punti        | Grassetto – Pole position Corsivo – Giro più veloce |
| Legenda | Gara non valida | Non qual./Non part. | Ritirato/Non class. | Squalificato | '-' Dato non disp. | Grassetto – Pole position Corsivo – Giro più veloce |